# Jesús Andrés Ramírez
Jesús Andrés Ramírez Díaz (Tovar, Mérida, Venezuela, 4 de mayo de 1998) es un futbolista venezolano que juega como delantero en el Vitória de Guimarães de la Primera División de Portugal.

## Trayectoria
Ramírez debutó con el Estudiantes de Mérida en un partido de la Copa Venezuela 2014 ante el Portuguesa, desde ahí fue incluido en casi todas la convocatorias del primer equipo.
En 2016 iría a México a probar con los Tiburones Rojos de Veracruz de la Liga MX, donde el cuadro mexicano y Estudiantes pactaron un préstamo por un año y medio con opción a compra por el jugador. Desde entonces Ramírez actúa con el filial, Tiburones Rojos de Veracruz Premier, de la Liga Premier de México.
El 23 de julio de 2019, tras estar a prueba y anotar en los encuentros de intertemporada, es confirmado como nuevo refuerzo de Coquimbo Unido de la Primera División de Chile, anotando en el debut frente a Universidad de Concepción por la primera fecha de la segunda rueda del Campeonato AFP PlanVital 2019.

## Clubes
| Club                      | País      | Año       |
| ------------------------- | --------- | --------- |
| Estudiantes de Mérida     | Venezuela | 2014-2016 |
| Tiburones Rojos           | México    | 2016-2018 |
| Coquimbo Unido            | Chile     | 2019      |
| Audax Italiano            | Chile     | 2020-2021 |
| Coquimbo Unido            | Chile     | 2021      |
| Atlético Morelia          | México    | 2021-2022 |
| Club Sport Marítimo       | Portugal  | 2022      |
| Atlético Morelia          | México    | 2023      |
| Clube Desportivo Nacional | Portugal  | 2024      |
| Vitória de Guimarães      | Portugal  | 2024-     |

## Palmarés

### Títulos nacionales
| Título                                  | Club                      | País     | Año     |
| --------------------------------------- | ------------------------- | -------- | ------- |
| Primera B de Chile                      | Coquimbo Unido            | Chile    | 2021    |
| Liga de Expansión MX                    | Atlético Morelia          | México   | 2022    |
| Subcampeón Segunda División de Portugal | Clube Desportivo Nacional | Portugal | 2023-24 |